# Husam Muhammad Mustafa Mirghani
Husam Muhammad Mustafa Mirghani (arab. حسام محمد مصطفى مرغني; ur. 14 marca 1993) – egipski zapaśnik walczący w obu stylach. Zajął dwudzieste miejsce na mistrzostwach świata w 2019. Triumfator igrzysk afrykańskich w 2019. Złoty medalista mistrzostw Afryki w 2018 i srebrny w 2019. Jedenasty na igrzyskach wojskowych w 2019. Brązowy medalista igrzysk śródziemnomorskich w 2018. Złoty medalista mistrzostw arabskich w 2019. Mistrz Afryki juniorów w 2011 i 2013 roku.